# Karoline Castillo
Karoline Stephanie Castillo, född 26 december 2000, är en panamansk taekwondoutövare.

## Karriär
I maj 2022 tog Castillo silver i 46 kg-klassen vid panamerikanska mästerskapen i Punta Cana efter att ha förlorat finalen mot colombianska Andrea Ramírez. I juli 2022 tog hon brons i 49 kg-klassen vid bolivarianska spelen i Valledupar. I november 2022 tävlade Castillo vid VM i Guadalajara men blev utslagen i sextondelsfinalen i 46 kg-klassen av brittiska Phoenix Goodman.
I juni 2023 tävlade Castillo i 46 kg-klassen vid VM i Baku, men blev utslagen i sextondelsfinalen av venezuelanska Virginia Dellán.